# Сюан Санче
Сюан Санче (Siuan Sanche) е измислена героиня от фентъзи поредицата на Робърт Джордан „Колелото на времето“.
 Внимание:  Текстът по-долу разкрива сюжета на произведението (или части от него)!
Сюан е дъщеря на рибар от Тийр и постъпва в Бялата кула по едно и също време с Моарейн Дамодред. Двете преминават едновременно и изпитанията си за Айез Седай и избират Синята за своя Аджа. Още преди да станат Айез Седай те разбират за раждането на Дракона и започват неговото издирване. Сюан и Моарейн посвещават живота си на целта да предпазят Преродения Дракон и да поставят на негова страна Айез Седай по време на Последната Битка. Сюан притежава рядкият талант да разпознава тавирен (хора способни да променят Шарката). В началото на поредицата Сюан е Амирлинския трон и като такава тайно помага на Моарейн, която от своя страна е успяла да открие Преродения Дракон - Ранд ал'Тор.
Планът на Сюан и Моарейн бива спрян, когато Елайда Седай го разкрива и поема властта в Бялата кула. Като наказание за „застрашаването на Бялата кула“ Сюан и нейната Пазителка -Леане Шариф, биват усмирени (отрязани от Единствената сила) и осъдени на смърт. Двете успяват да избягат с помощта на Мин Фаршоу. Те заедно с Логиан Аблар, който се присъединява към тях, поемат на път, за да открият отцепилите се от Бялата кула Айез Седай.
По време на пътуването им Логиан напада собственика на плевня, в която четиримата намират подслон и в плевнята избухва пожар. Сюан влиза в конфликт с пълководеца от Андор - Гарет Брин, пред който трите жени са изправени на съд, заради пожара. Сюан, Мин и Леане поемат кледва за подчинение към Брин, за да избегнат наказанието, но след това се измъкват с помощта на Логиан и отново тръгват да търсят избягалите Айез Седай. Брин решава да ги последва, за да ги накара да изпълнят клетвата си и по този начин стига до Салидар, където се намират и бунтовничките от Бялата кула. Скоро след пристигането му той става пълководец на армията на Айез Седай, а Сюан е принудена да изпълни клетвата си. След това се влюбва в Гарет Брин.
В Салидар Сюан се заема с шпионската мрежа, която се е запазила и след свалянето и от поста на Амирлин. Способността на Сюан да прелива Единствената сила е Изцерена от Нанив ал'Мийра, въпреки че след това успява да прелива значително по-слабо, и Сюан отново става Айез Седай от Синята аджа. Скоро след това Сюан започва да съветва настоящия Амирлински трон - Егвийн ал'Вийр. По-късно Сюан обвързва за свой Стражник Гарет Брин.
В последната книга от поредицата – „Спомен за светлина“ Сюан не се вслушва в думите на Мин Фаршоу, когато ѝ казва да стои по-близо до Брин, за да не пострада. След като Сюан се отделя от него, за да помогне на Мат и Тюон, чиято палатка е нападната от Сиви, тя умира от изгаряне. Когато Гарет усеща по връзката им, че тя е мъртва, той обезумява и се хвърля сам срещу тролоците, където също намира смъртта си.